# Новое Тойдеряково
Новое Тойдеряково (чув. Ӗнел) — деревня в Яльчикском районе Чувашской Республики. Входит в состав Яльчикского сельского поселения.

## География
Находится в восточной части Чувашии на расстоянии приблизительно 1 км на запад-юго-запад по прямой от районного центра села Яльчики.

## История
Основана в XVII веке переселенцами из деревни Бигильдина Свияжского уезда (ныне деревня Бигильдино). Здесь было учтено: в 1719 — 14 дворов, 54 мужчин; 1795 — 22 двора, 165 жителей, 1858 — 33 двора, 272 жителя, 1897 — 74 двора, 447 жителей, в 1926—101 двор, 547 жителей, 1939—654 жителя, 1979—553 жителя. В 2002—162 двора, в 2010—133 домохозяйства. В период коллективизации был образован колхоз «Пахарь», в 2010 году функционировало ООО ЗАО «Прогресс» (2010). В 1917 году отмечено было как село.

## Население
Население составляло 419 человек (чуваши 99 %) в 2002 году, 382 в 2010.